# Троїцький історико-краєзнавчий музей «Витоки»
Троїцький історико-краєзнавчий музей «Витоки» — краєзнавчий музей у смт Троїцьке, який розкриває історію Троїччини, що у Луганській області. Музей засновано 2016 року та має окрему етнографічну залу, що зображує традиційну українську хатину.

## Діяльність
При Троїцькому музеї «Витоки» працює клуб «Краєзнавець», який був створений за ініціативою музею. Клуб об'єднує активних учасників краєзнавчого руху, які сприяють вихованню глибокої поваги до історії, культури, мови, традицій народу Троїцької землі, вивченню та збереженню історичної, культурної та природної спадщини свого краю.
Періодично, музей організовує екскурсії для дітей, в тому числі із майстер-класами та квестами.
Також, музей проводить майстер-класи з виготовлення оберегів зі степових трав, зокрема, під час фестивалів. Наталія Лопашко, хранителька музейних фондів розкриває деталі:
|  | — Із пучечка степової трави сплітаємо фігурку «чоловічка» і носимо цей оберіг при собі або даруємо дорогій серцю людині. Головне самому сплести, бо саме в цьому, а ще в силі трав й буде оберіг від лиха та горя. |

## Бренд
Бренд музею — це мішечок з духмяними травами, який і сприяє гарному сну, якщо покласти біля подушки і чай цілющий заварити можна. Рецепт простий одна чайна ложка цілющої трави на чашку окропу води, настояти 10-15 хвилин.

## Плани
Анастасія Скляр, директорка музею зазначила про плани створити з музею коворкінг центр — інтерактивний майданчик, де можна буде прийти та зайнятись вишивкою, або сплести килимок на ткацькому верстаті, або вишити на сумці чи футболці логотип громади. Крім того, на базі зали «Природа рідного краю» хочуть створити наукову лабораторію, з мікроскопами, телескопами та експонатами з розрізом ґрунтів.

## Галерея

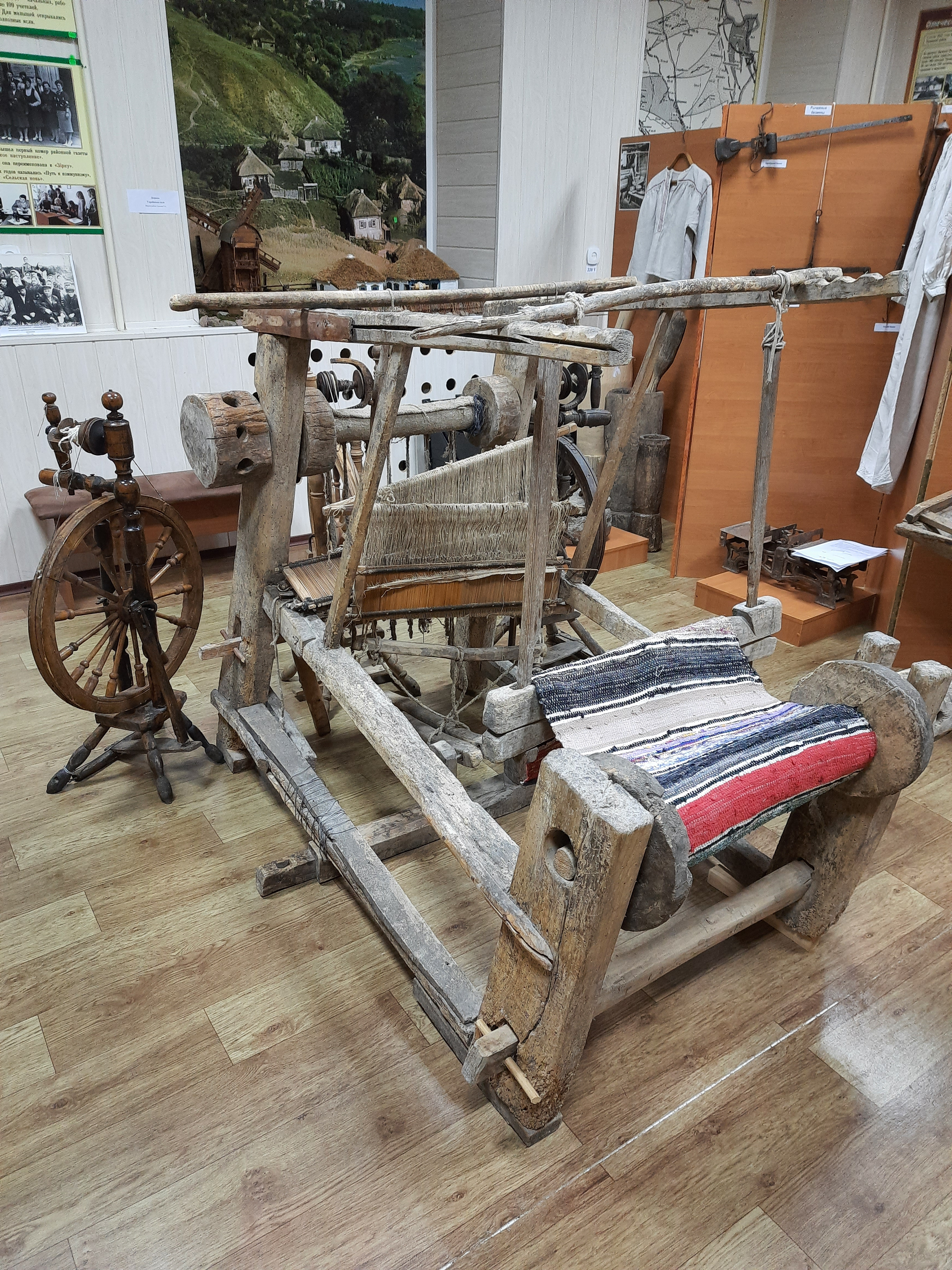
Ткацький верстат та прялка
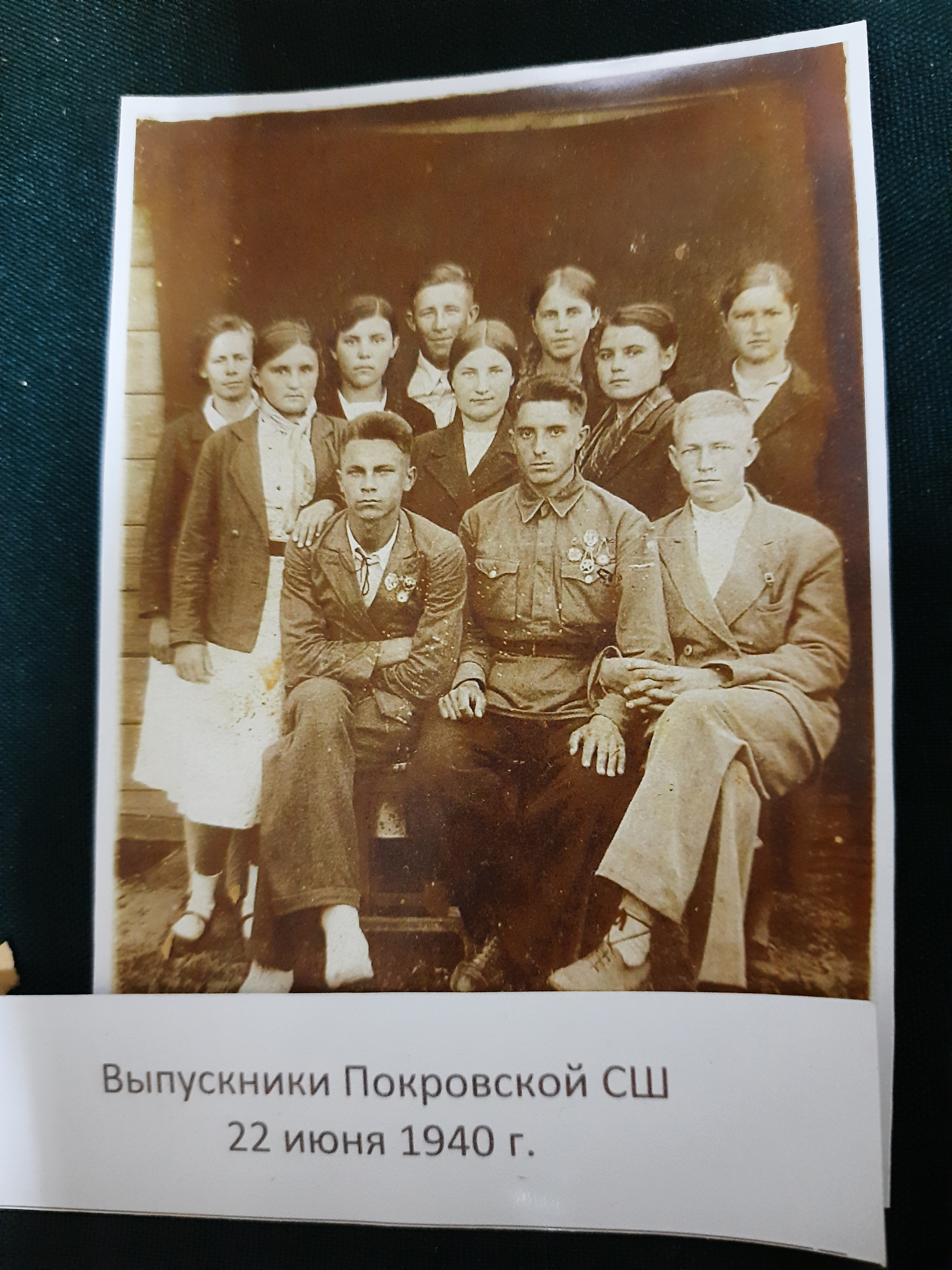
Випускники Покровської середньої школи 22 червня 1940 р.
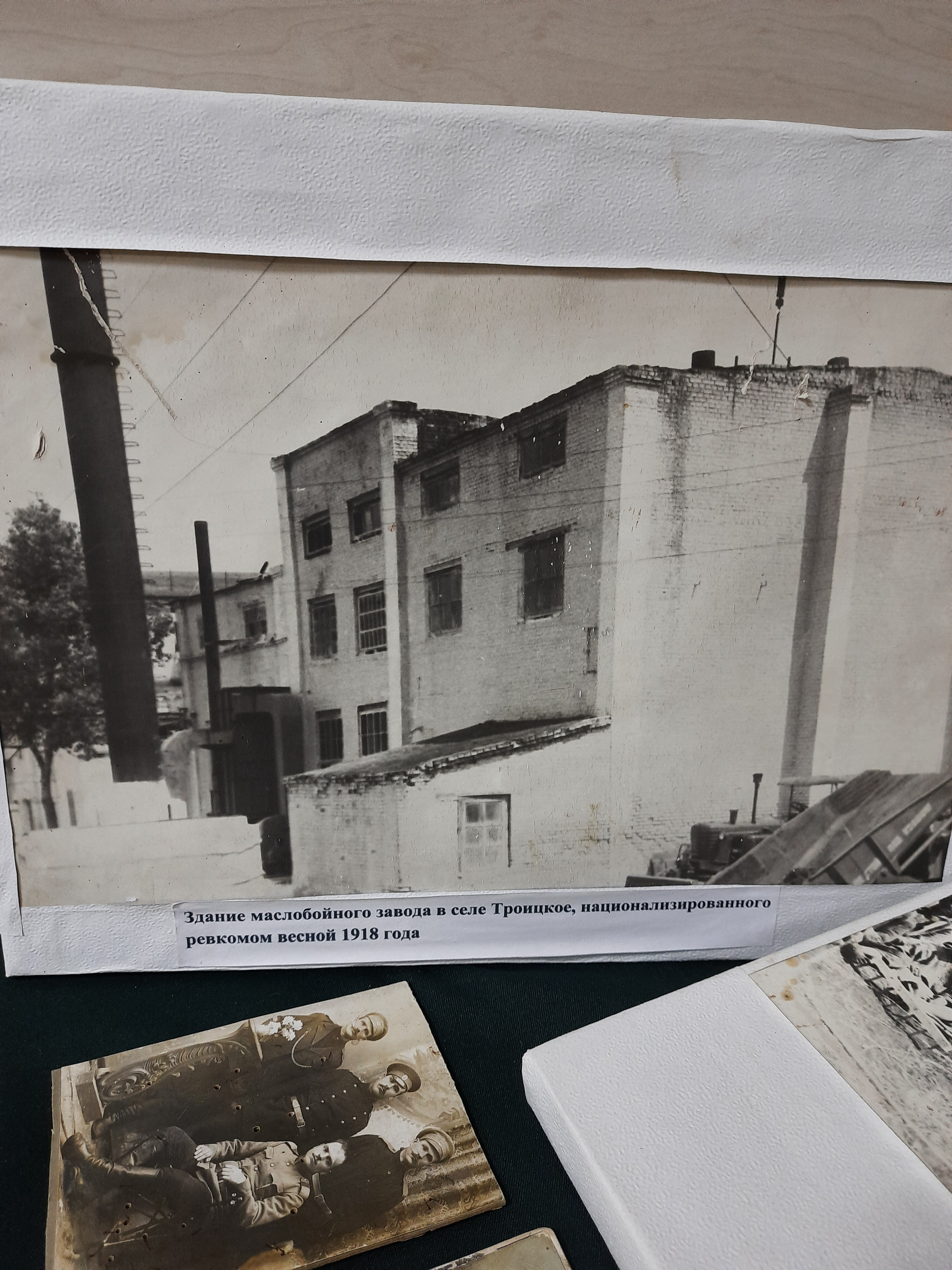
Історична будівля олійно-пресового заводу в Троїцькому
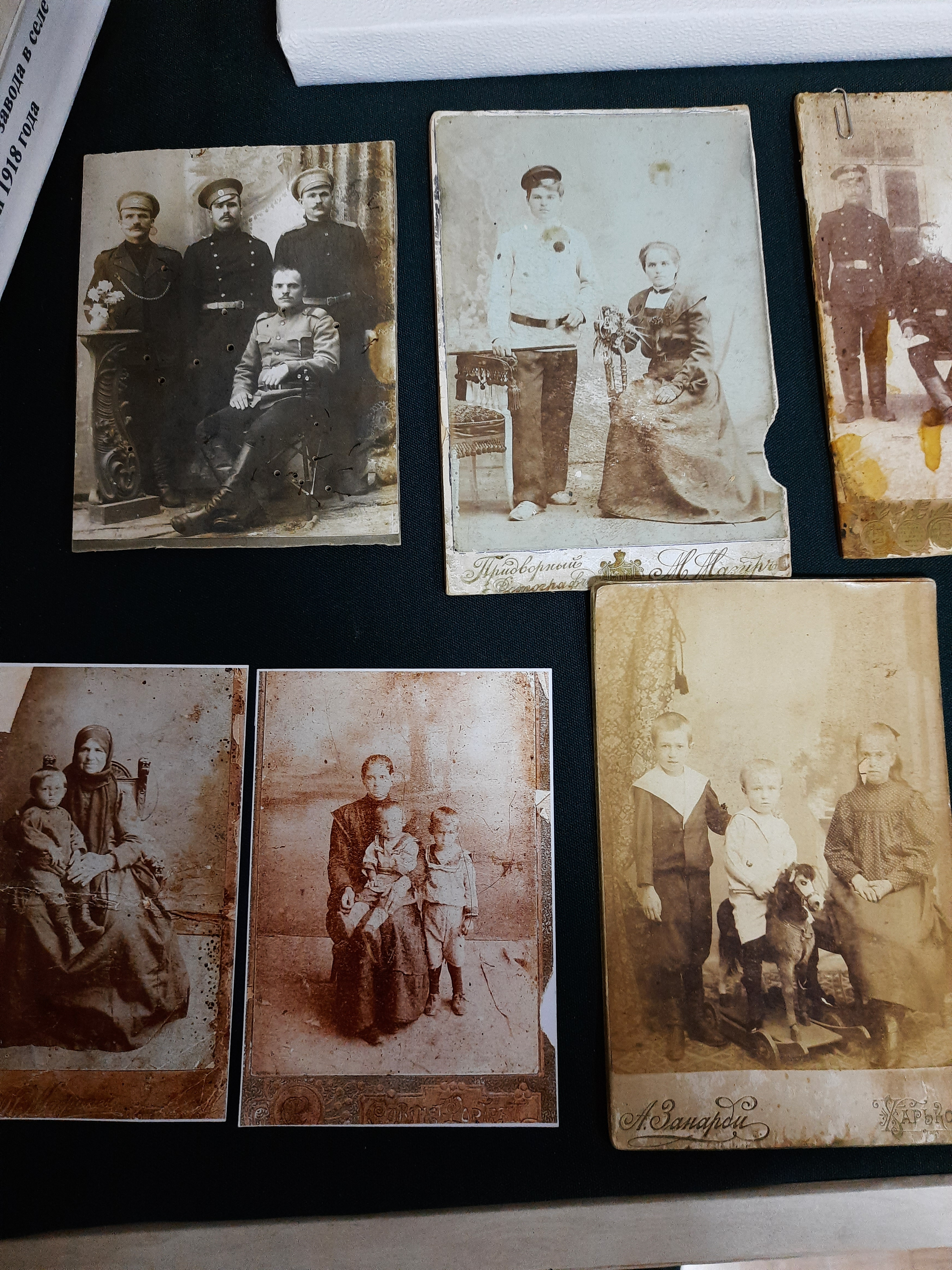
Історичні фотографії мешканців
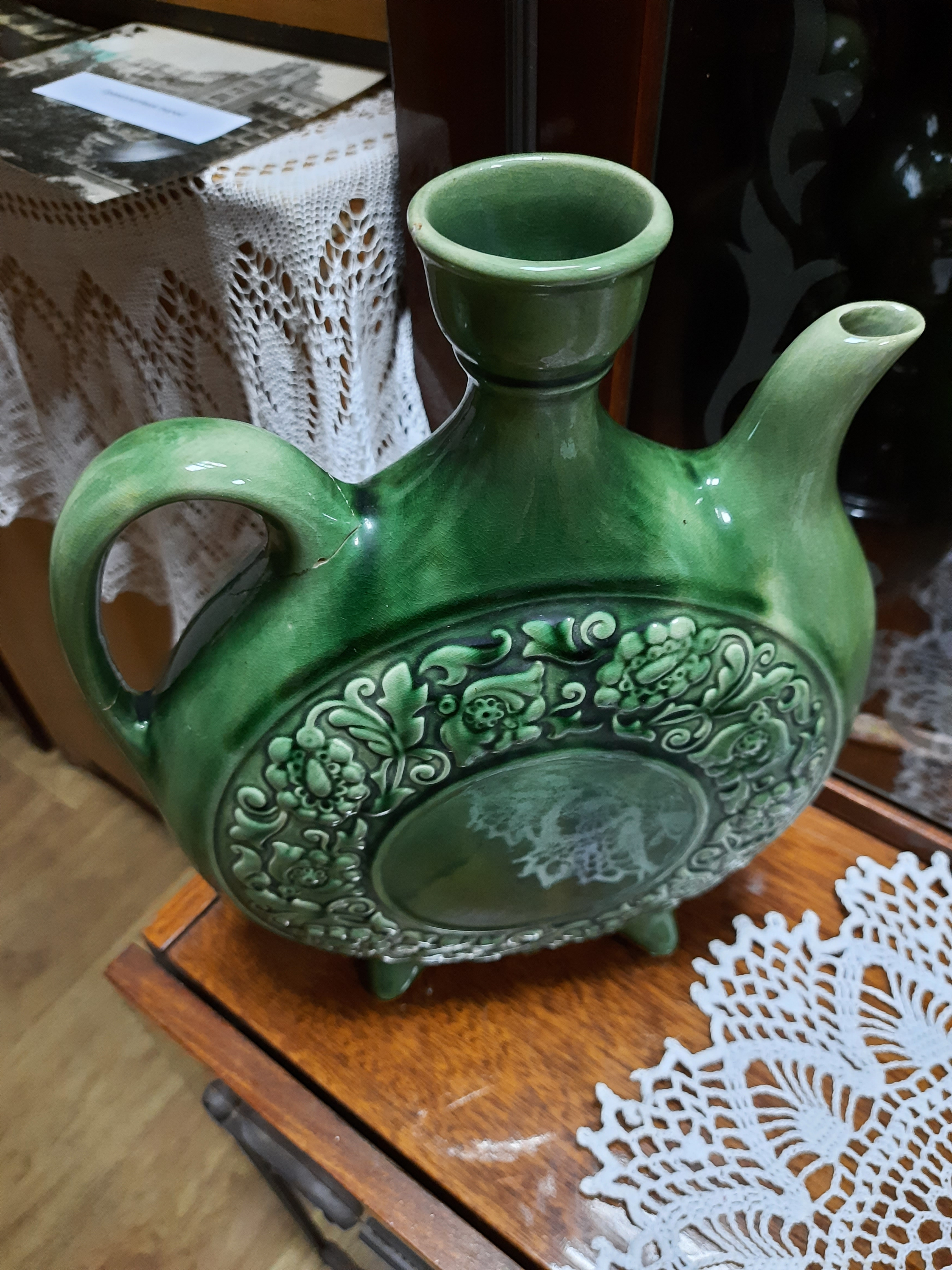
Глек місцевих гончарів
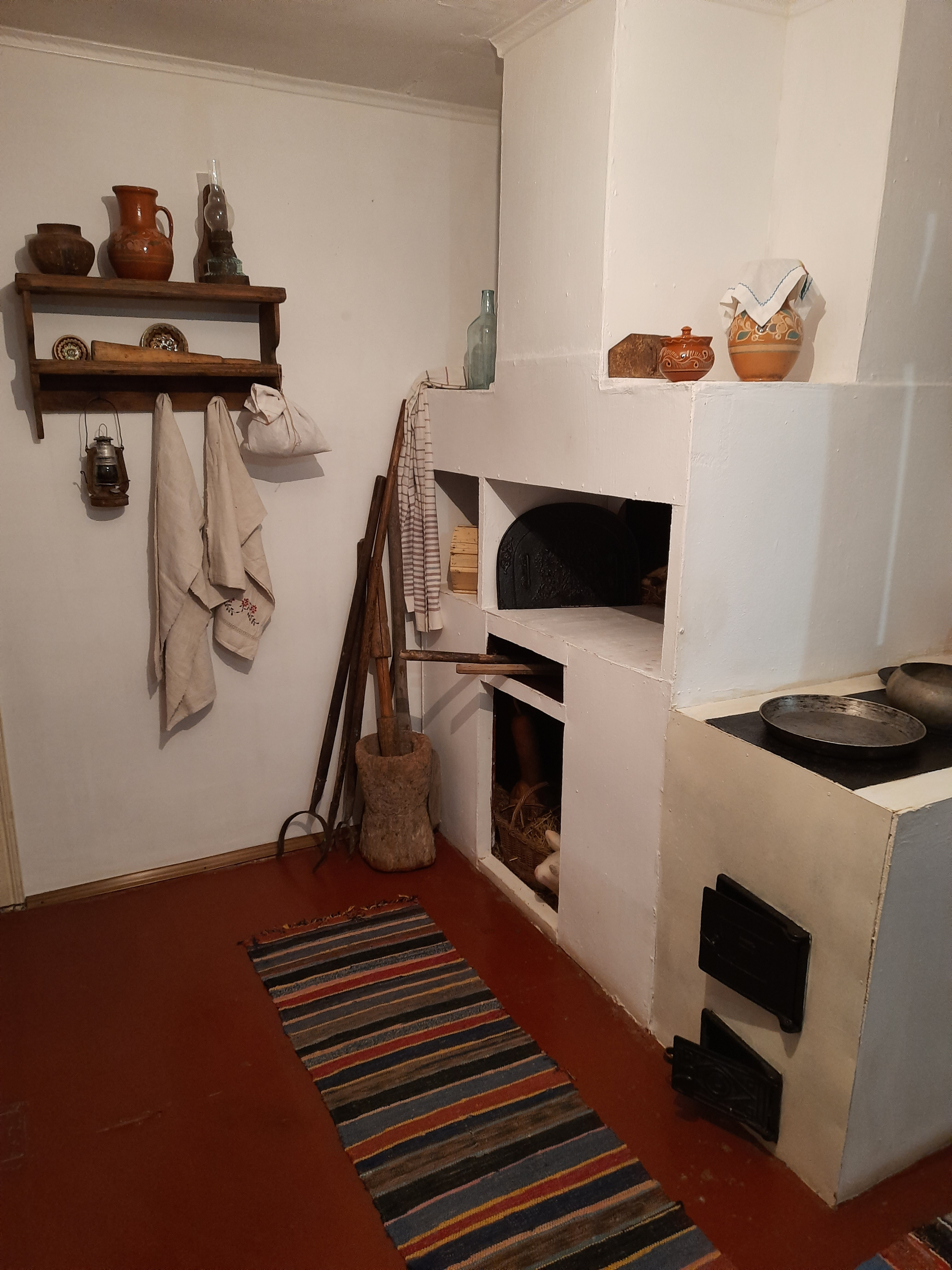
Етнографічна експозиція місцевої хати
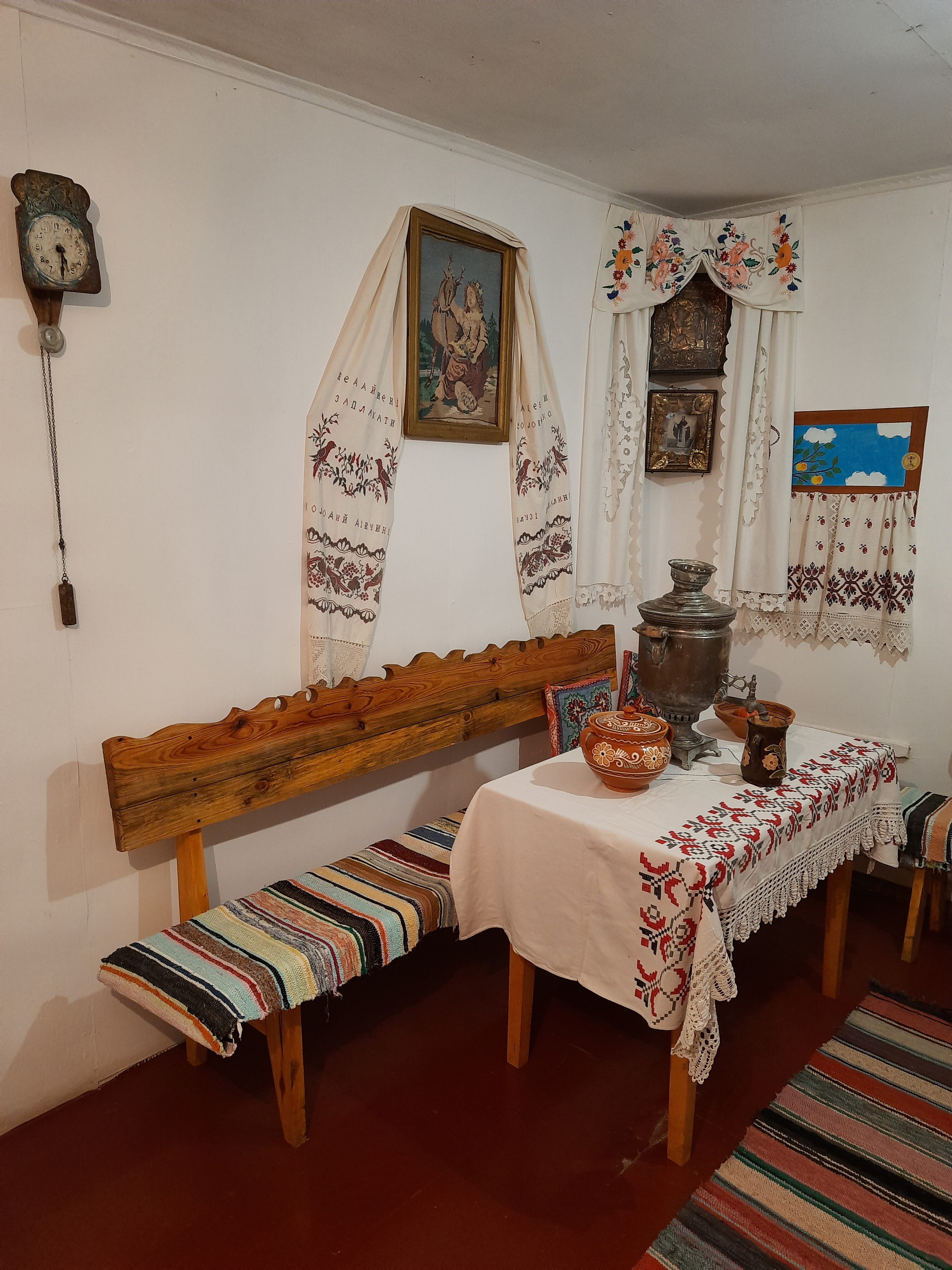
Етнографічна експозиція місцевої хати
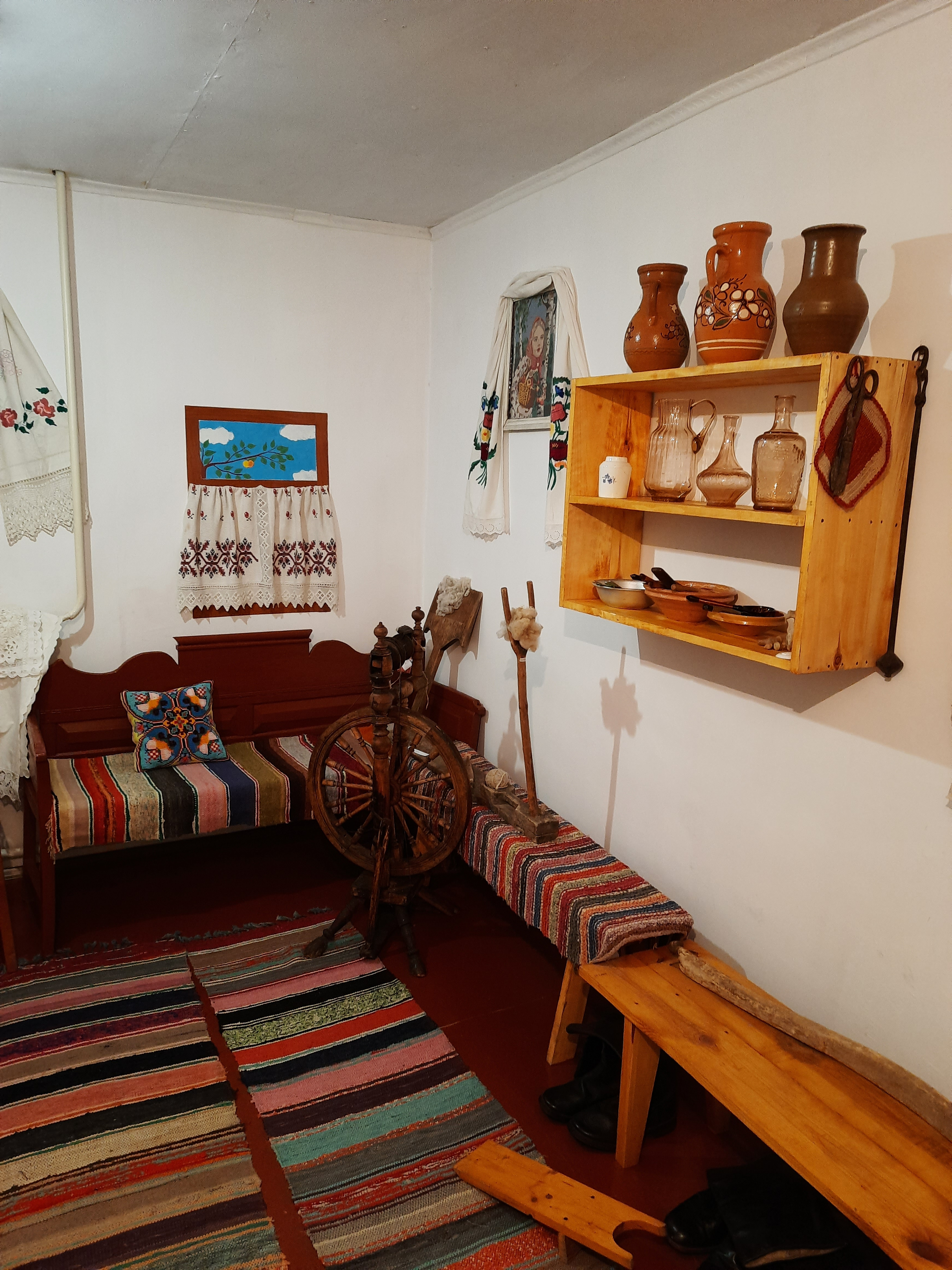
Етнографічна експозиція місцевої хати
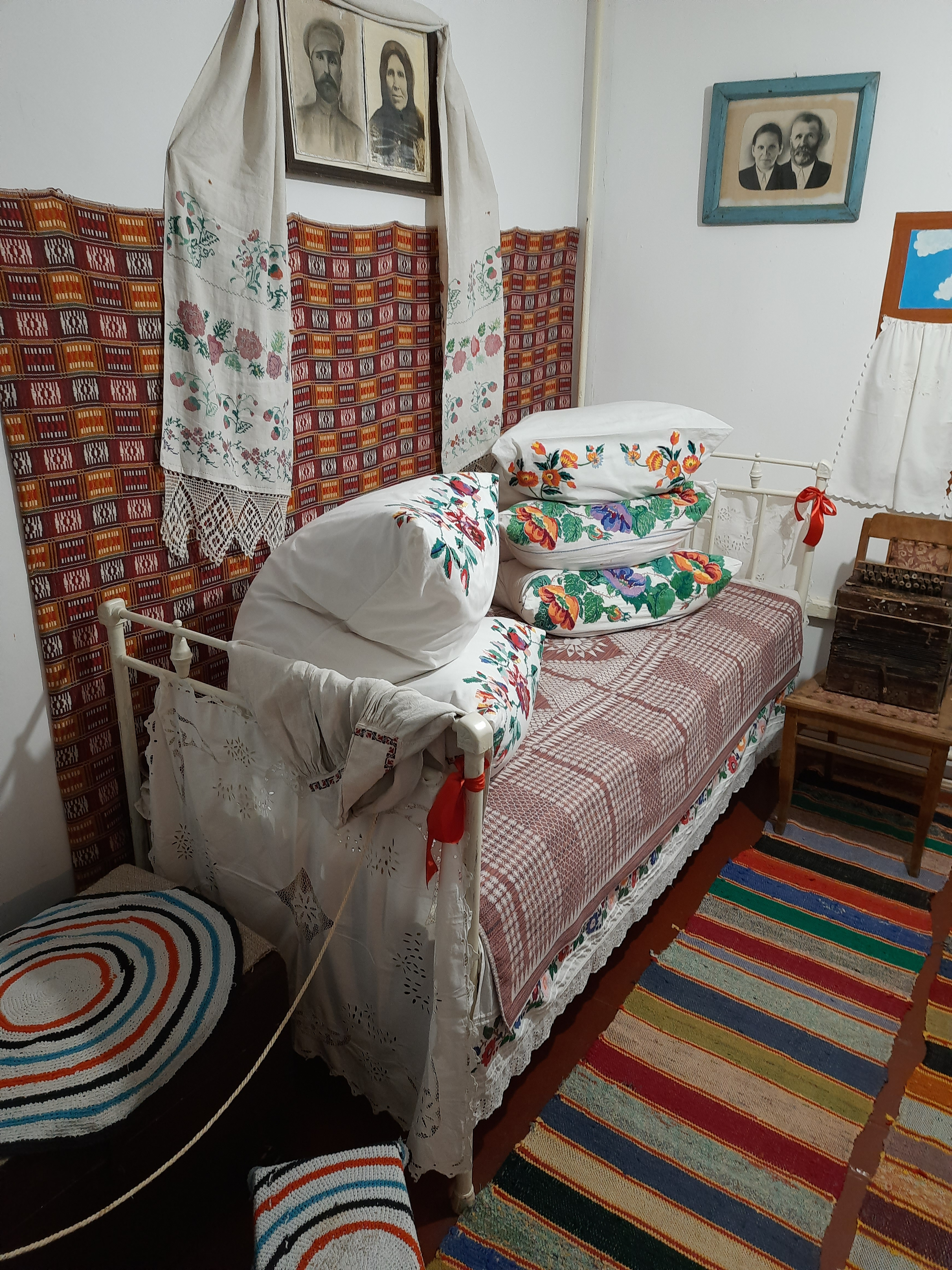
Етнографічна експозиція місцевої хати
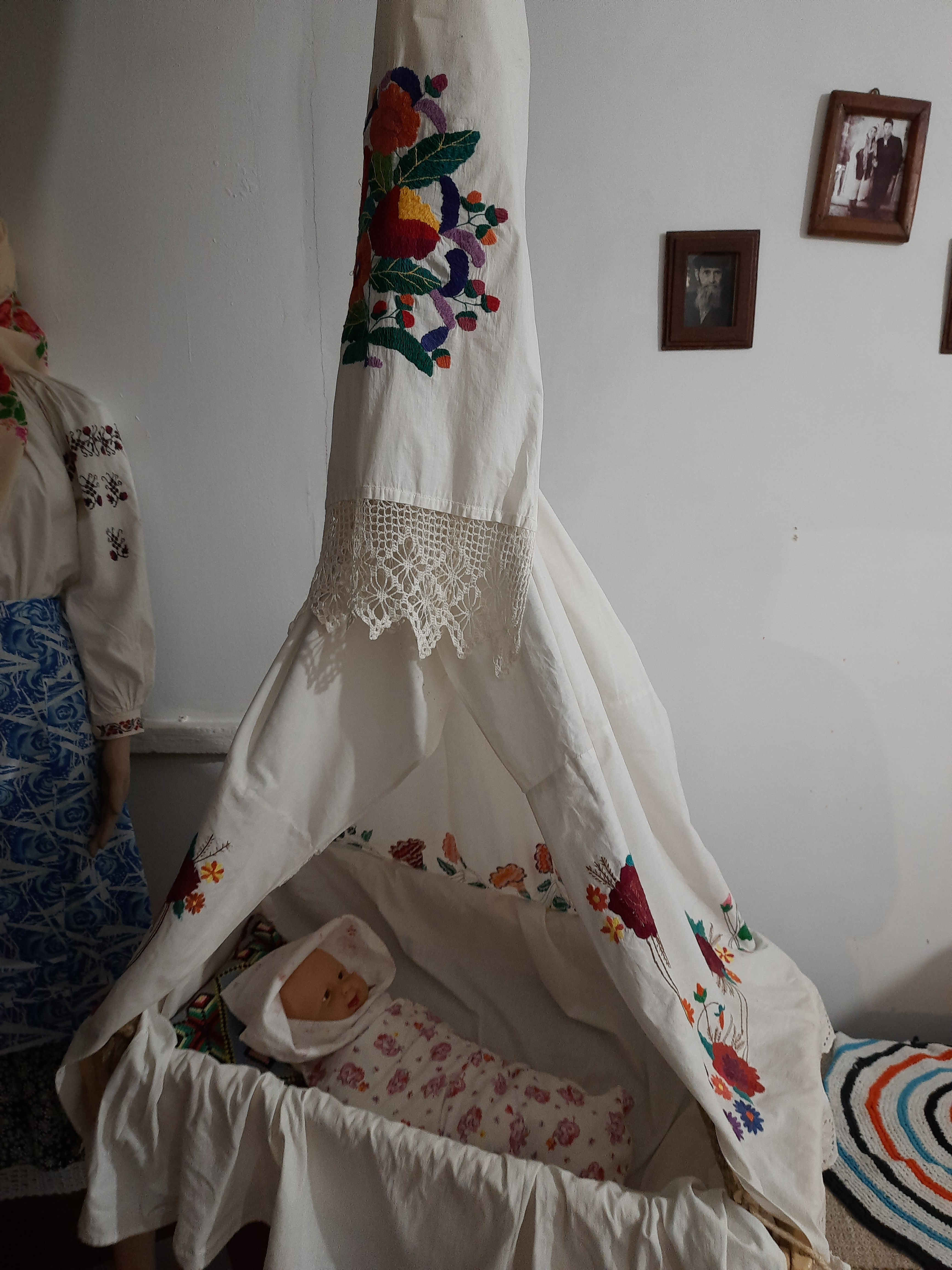
Етнографічна експозиція місцевої хати